# Zaćma (film)
Zaćma – polski dramat biograficzny z 2016 roku w reżyserii Ryszarda Bugajskiego. Film przedstawia historię spotkania kardynała Stefana Wyszyńskiego z Julią Brystiger.
Okres zdjęciowy rozpoczął się 3 maja 2015, sceny kręcono w Warszawie na ulicy Rakowieckiej, Tworkach oraz w Górze Kalwaria.
Po raz pierwszy film wyświetlono na Międzynarodowym Festiwalu Filmowym w Toronto 9 września 2016 roku. Uroczysta premiera w Polsce odbyła się 21 listopada.

## Fabuła
Akcja filmu rozgrywa się w drugiej połowie lat 50. XX wieku w Warszawie i Zakładzie dla niewidomych w Laskach. Julia Brystiger nie jest już funkcjonariuszką aparatu bezpieczeństwa PRL, pracuje jako redaktorka w wydawnictwie i teraz sama jest rozpracowywana przez Służbę Bezpieczeństwa. Szukając porady duchowej, próbuje spotkać się z prymasem Stefanem Wyszyńskim. Zanim dojdzie do konfrontacji z Prymasem Tysiąclecia, Julia będzie musiała przekonać do swoich racji przeżywającą kryzys wiary zakonnicę oraz księdza oślepionego przez bezpiekę w trakcie przesłuchania.

## Obsada
- Maria Mamona jako Julia Brystygier
- Małgorzata Zajączkowska jako siostra Benedykta
- Janusz Gajos jako ksiądz Cieciorka
- Marek Kalita jako prymas Stefan Wyszyński

## Nagrody
- Nominacja do Złotych Lwów 2016 – konkurs główny[3]
- Nominacja do Złotej Żaby w 2016[4]
- Nominacja do Złotego Szczeniaka w 2016 – najlepsza pierwszoplanowa rola kobieca dla Marii Mamony
- Nominacja na Tofifest 2016 – FROM POLAND. Konkurs Polski